# Zdeněk Štybar
Zdeněk Štybar (Planá, 11 dicembre 1985) è un ex ciclocrossista ed ex ciclista su strada ceco, nel ciclocross è stato campione del mondo Elite nel 2010, nel 2011 e nel 2014; su strada è stato professionista dal 2011 al 2023, e ha vinto una tappa alla Vuelta a España 2013 e una al Tour de France 2015 e una Strade Bianche, piazzandosi inoltre due volte secondo alla Parigi-Roubaix.

## Biografia
Soprannominato Styby, è nato vicino a Plzeň, ma vive da molti anni in Belgio e parla fluentemente l'olandese. Nel luglio 2014, in una cerimonia tenutasi a Mladá Boleslav, ha inoltre sposato la storica fidanzata Ine Vanden Bergh, belga.

## Carriera

### Gli esordi
Talento precoce, appena sedicenne, nel 2002, è terzo al campionato del mondo Juniores di ciclocross; si ripete con un altro bronzo nella medesima categoria nel 2003. Tra gli Under-23 si laurea campione del mondo nel 2005 a St. Wendel e nel 2006 a Zeddam. Passato agli Elite nel settembre 2007, si aggiudica la medaglia d'argento iridata di categoria ai campionati del mondo 2008 di Treviso, battuto dall'olandese Lars Boom; nella stessa stagione vince la prova di Kalmthout valida per la Coppa del mondo 2007-2008 e tre tappe della TOI TOI Cup. Nell'annata 2008-2009 è terzo in Coppa del mondo e nuovamente secondo ai campionati del mondo di Hoogerheide, dietro a Niels Albert.

### 2009-2011: i primi due mondiali nel ciclocross

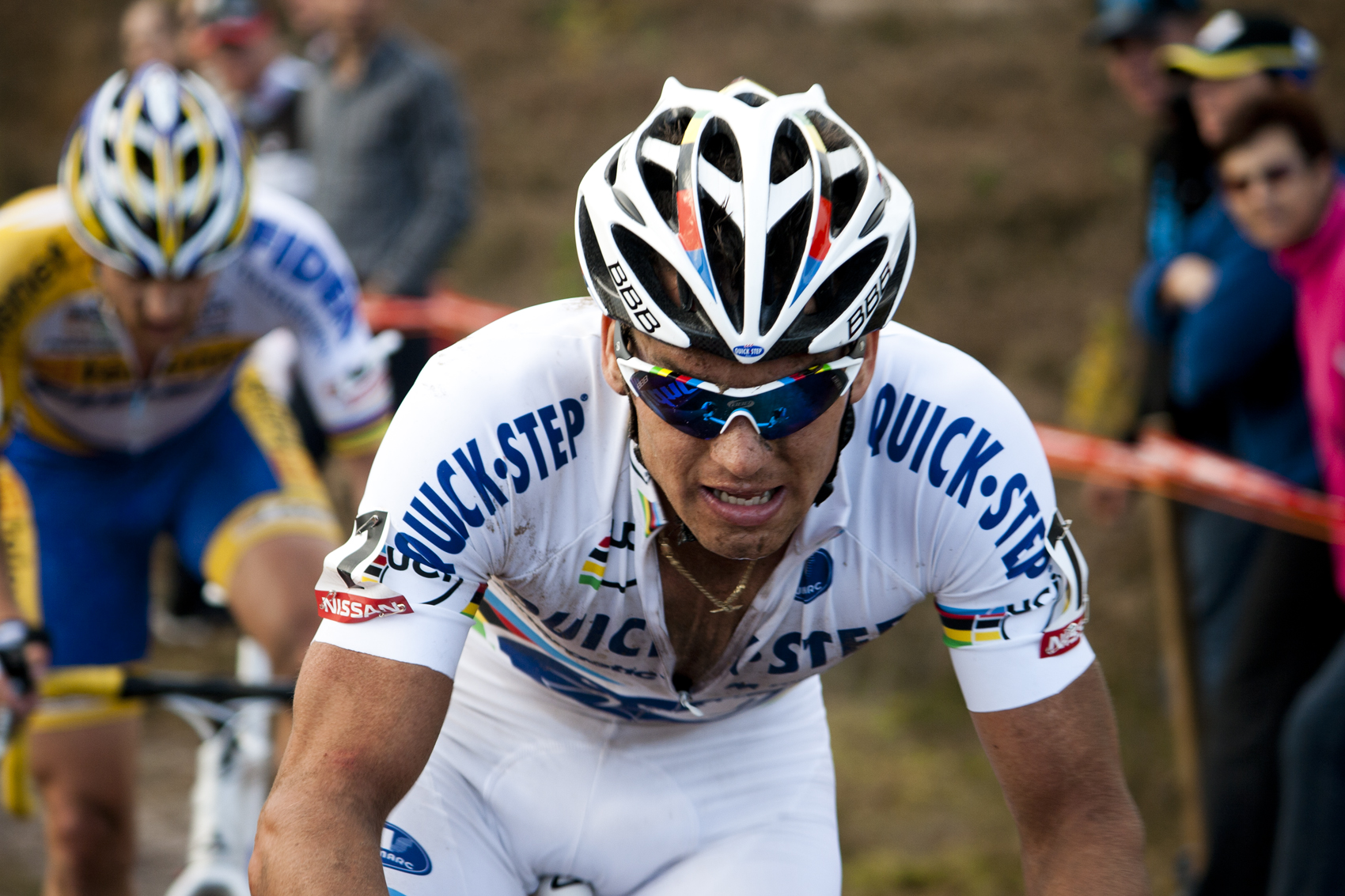
Štybar in maglia iridata nel Cyclocross Zonhoven 2011

La stagione 2009-2010 è quella dei successi mondiali: Štybar si aggiudica infatti Coppa del mondo, campionati del mondo e Superprestige, chiudendo invece secondo nel Gazet van Antwerpen Trofee. Il 24 gennaio arriva il primo dei tre titoli: dopo aver conquistato nel corso della stagione le prove di Koksijde, Igorre e Roubaix, il ceco chiude infatti secondo nel cross di Hoogerheide, ultima prova del calendario, e nella classifica finale va a precedere di 4 lunghezze Niels Albert. Una settimana dopo, il 31 gennaio a Tábor, riesce finalmente a centrare l'oro ai campionati del mondo, riportando così il suo paese alla vittoria diciannove anni dopo Radomír Šimůnek (allora, 1991, era Cecoslovacchia). In una corsa caratterizzata da ghiaccio e neve, nove giri su un circuito da 3,2 chilometri, Štybar è abile a lanciare l'attacco decisivo nel corso della quarta tornata: non viene più ripreso, e taglia il traguardo con 21 secondi su Klaas Vantornout e 38 su Sven Nys. Il 14 febbraio seguente vince infine a Vorselaar superando ancora Albert; la vittoria gli consente di staccare di un punto il belga (erano appaiati in classifica) e di conquistare così il Superprestige, competizione nella quale peraltro interrompe il dominio quinquennale dell'altro fiammingo Sven Nys.
Attivo anche su strada, nella stagione 2010 si aggiudica il breve cronoprologo del Giro di Slovacchia, 1,3 km a Nitra. Nella stagione 2010-2011 di ciclocross si ripete ad alti livelli vincendo due prove di Coppa del mondo, ad Aigle e a Plzeň, ma nella graduatoria generale di Coppa conclude solo undicesimo; si piazza inoltre secondo nel Superprestige, con due vittorie parziali, e terzo nel Gazet van Antwerpen Trofee, con il successo nella gara di Namur. Il 30 gennaio 2011 a St. Wendel ottiene quindi il secondo titolo mondiale consecutivo: nell'occasione, grazie a un attacco in salita al settimo degli undici giri previsti, stacca il compagno di fuga Nys e al traguardo lo precede di 18 secondi.

### 2011-2014: il professionismo e il terzo iride nel cross
Al termine dell'inverno 2011 viene messo sotto contratto dal team Quickstep, passando così al professionismo con una squadra ProTour. Con la nuova squadra partecipa con regolarità a diverse gare su strada del calendario 2011, tra cui il Giro del Belgio, il Giro di Svizzera e l'Eneco Tour. Nella seguente stagione di ciclocross vince invece la gara di Coppa del mondo a Liévin e due prove di Superprestige, e conclude terzo nelle classifiche di entrambe le competizioni (è invece secondo nel Gazet van Antwerpen Trofee, pur senza vittorie parziali). Dimostra però affaticamento, anche a causa degli impegni sostenuti su strada, e ai seguenti campionati del mondo, nel gennaio 2012 a Koksijde, si classifica solo tredicesimo, lontano dai migliori. Di concerto con il proprio team manager Wilfired Peeters, decide così di dedicarsi a tempo pieno all'attività su strada a partire dal 2012, e di gareggiare nel ciclocross solo come allenamento.

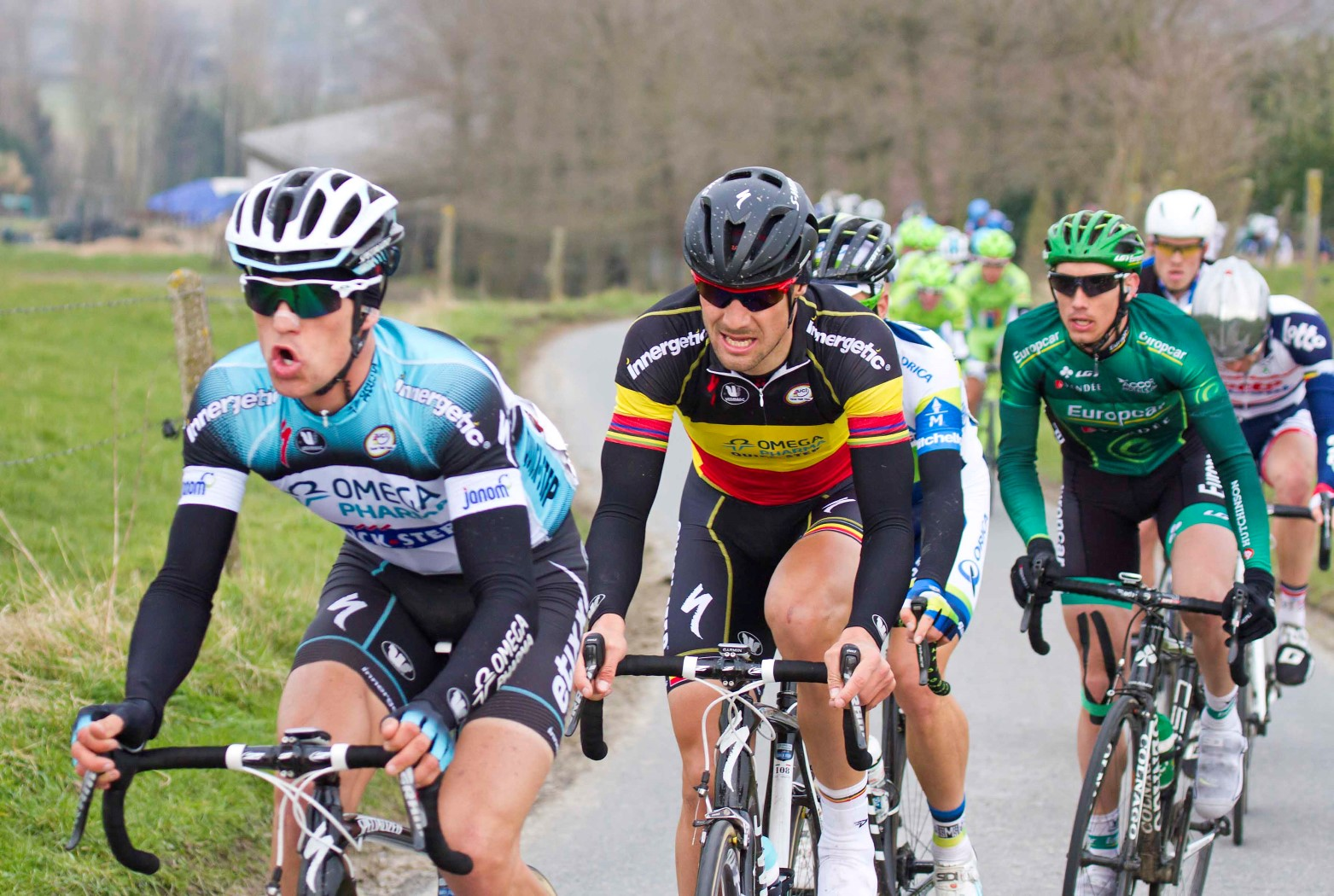
Štybar in azione per Tom Boonen all'E3 Harelbeke 2013

Nel 2012, in maglia Omega Pharma, ottiene il primo successo da pro in maggio, alla Quatre Jours de Dunkerque, facendo sua in solitaria la quarta tappa (oltre alla piazza d'onore in classifica generale). Dopo aver corso ancora Giro del Belgio e Giro di Svizzera, in luglio vince la terza tappa del Tour de Pologne, valido per il calendario World Tour; partecipa quindi per la prima volta anche alla Vuelta a España, portandola a termine, e infine, convocato nella Nazionale su strada, alla prova in linea dei campionati del mondo di Valkenburg. Nell'autunno-inverno subito seguente è poco attivo nelle corse di cross: gareggia infatti solo per poche settimane a cavallo di Capodanno, senza particolari risultati, dedicandosi perlopiù alla preparazione per la prima parte della stagione su strada.
Nella primavera del 2013 Štybar prende così parte per la prima volta alle grandi classiche mondiali, tra cui Milano-Sanremo, E3 Harelbeke, Gand-Wevelgem, Giro delle Fiandre e Parigi-Roubaix. Proprio nella "classica del pavé" dimostra ottime qualità e, nonostante una collisione con uno spettatore quando era in corsa per il podio, ottiene, da debuttante, il sesto posto finale. Nel prosieguo di stagione riesce ad aggiudicarsi due tappe (la seconda delle quali sul Muro di Grammont) e la classifica finale dell'Eneco Tour, nonché, in data 30 agosto, la frazione di Mairena de Aljafare alla Vuelta a España, superando al fotofinish il campione del mondo Philippe Gilbert.
Dopo aver corso la prova in linea dei campionati del mondo su strada a Firenze, ritorna temporaneamente al ciclocross per partecipare ad alcune prove di secondo piano in preparazione ai campionati del mondo. Nella prova iridata, svoltasi a Hoogerheide il 1º febbraio 2014, è protagonista, e coglie un risultato in parte inatteso: si laurea infatti per la terza volta campione del mondo, staccando il "solito" rivale Sven Nys all'ultimo giro e precedendolo di 12" al traguardo. Nella primavera ciclistica su strada subito seguente si piazza settimo alla Milano-Sanremo e quinto alla Parigi-Roubaix; diventa poi campione nazionale in linea, mentre nella seconda parte della stagione 2014 vince una tappa all'Eneco Tour e la Binche-Chimay-Binche.

### Dal 2015: le vittorie e i piazzamenti nelle classiche

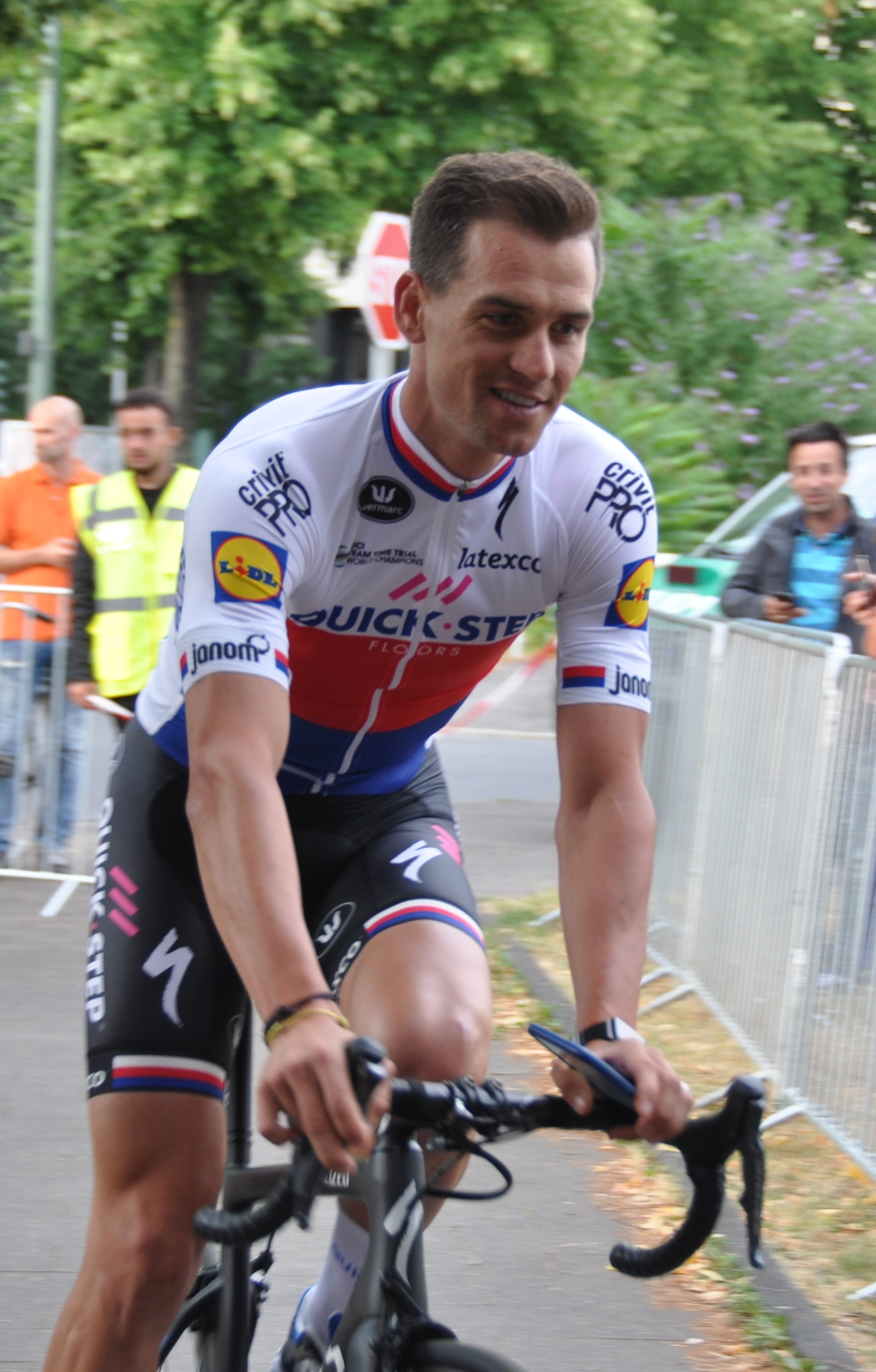
Štybar in maglia di campione nazionale al Tour de France 2017

Tornato a tempo pieno alla strada, nel marzo 2015 si aggiudica la Strade Bianche a Siena e conclude al secondo posto l'E3 Harelbeke, anticipato da Geraint Thomas. Il 12 aprile si classifica quindi secondo alla Parigi-Roubaix, battuto da John Degenkolb in una volata ristretta. In luglio ottiene la vittoria più importante della sua carriera su strada: vince infatti la sesta tappa del Tour de France, su un arrivo in leggera salita, anticipando di 2" il gruppo dei migliori regolato da Peter Sagan grazie ad uno scatto nel finale. Nel marzo 2016 è secondo alla Strade Bianche, battuto da Fabian Cancellara, imponendosi quindi su Sagan nella tappa di Pomarance alla Tirreno-Adriatico; la campagna delle classiche non lo vede invece andare oltre un ottavo posto al Giro delle Fiandre. Nel finale di stagione, dopo aver partecipato alla prova olimpica su strada ai Giochi di Rio de Janeiro, è invece secondo alla Binche-Chimay-Binche.
Nel 2017 sfiora nuovamente il successo alla Parigi-Roubaix: arrivato con il gruppo dei migliori cinque che si gioca la vittoria, tenta un allungo a poche centinaia di metri dal traguardo ma viene superato da Greg Van Avermaet e si classifica così al secondo posto. È poi, come già tre anni prima, campione nazionale in linea. Nel 2018 conclude nella Top 10 tutte le principali classiche del pavé (E3 Harelbeke, Gand-Wevelgem, Dwars door Vlaanderen, Giro delle Fiandre e Parigi-Roubaix), vincendo inoltre, grazie a tre podi di tappa, la classifica a punti del BinckBank Tour. Torna alla vittoria nella primavera 2019: si aggiudica infatti la quinta e ultima frazione della Volta ao Algarve, la Omloop Het Nieuwsblad in solitaria e l'E3 BinckBank Classic in volata ristretta.

## Palmarès

### Cross
- 2002-2003

GP Tábor
Cyclocross Liévin
- 2004-2005

Campionati cechi, prova Under-23
Campionati del mondo, prova Under-23
- 2005-2006

Campionati del mondo, prova Under-23
- 2006-2007 (Fidea, cinque vittorie)

Openingsveldrit (Harderwijk)
Kermiscross (Ardooie)
Cyclocross Ruddervoorde Under-23, 1ª prova Superprestige Under-23 (Ruddervoorde)
Ciclocross di Treviso Under-23, 2ª prova Coppa del mondo Under-23 (Spresiano)
Ciclocross del Ponte (Faè di Oderzo)
- 2007-2008 (Fidea, sei vittorie)

prova TOI TOI Cup (Louny)
prova TOI TOI Cup (Plzeň)
Vlaamse Industrieprijs Bosduin, 1ª prova Coppa del mondo (Kalmthout)
Ciclocross del Ponte (Faè di Oderzo)
prova TOI TOI Cup (Podbořany)
Campionati cechi, prova Elite
- 2008-2009 (Telenet-Fidea, tre vittorie)

Cyclocross Diegem, 6ª prova Superprestige (Diegem)
Azencross, 5ª prova Gazet van Antwerpen Trofee (Loenhout)
Campionati cechi, prova Elite
- 2009-2010 (Telenet-Fidea, dodici vittorie)

2ª prova TOI TOI Cup (Stříbro)
3ª prova TOI TOI Cup (Podbořany)
Grote Prijs van Hasselt, 3ª prova Gazet van Antwerpen Trofee (Hasselt)
Bollekescross, 4ª prova Superprestige (Hamme-Zogge)
Duinencross, 4ª prova Coppa del mondo (Koksijde)
Ziklokross Igorre, 5ª prova Coppa del mondo (Igorre)
Cyclocross Tervuren (Tervuren)
Campionati cechi, prova Elite
Grand Prix Lille Métropole, 8ª prova Coppa del mondo (Roubaix)
Campionati del mondo, prova Elite
Cyclocross Vorselaar, 8ª prova Superprestige (Vorselaar)
Flanders Indoor Cyclocross (Hasselt)
- 2010-2011 (Telenet-Fidea, dodici vittorie)

1ª prova TOI TOI Cup (Stříbro)
2ª prova TOI TOI Cup (Louny)
Cyclo-cross de la Citadelle, 1ª prova Gazet van Antwerpen Trofee (Namur)
Cyclocross Ruddervoorde, 1ª prova Superprestige (Ruddervoorde)
Kermiscross (Ardooie)
Cyclocross d'Aigle, 1ª prova Coppa del mondo (Aigle)
Cyklokros Plzeň, 2ª prova Coppa del mondo (Plzeň)
Cyclocross Zonhoven, 2ª prova Superprestige (Zonhoven)
Sylvester Cyclocross (Bredene)
Campionati cechi, prova Elite
Campionati del mondo, prova Elite
Flanders Indoor Cyclocross (Hasselt)
- 2011-2012 (Quick Step e Omega Pharma-Quickstep, sette vittorie)

1ª prova TOI TOI Cup (Stříbro)
Süpercross Baden (Baden)
Kermiscross (Ardooie)
Bollekescross, 3ª prova Superprestige (Hamme-Zogge)
Campionati cechi, prova Elite
Cyclo-cross de Liévin, 7ª prova Coppa del mondo (Liévin)
Noordzeecross, 8ª prova Superprestige (Middelkerke)
- 2012-2013 (Omega Pharma-Quickstep, due vittorie)

Boonen & Friends Charity Cyclocross (Mol)
Campionati cechi, prova Elite
- 2013-2014 (Omega Pharma-Quickstep, tre vittorie)

Boonen & Friends Charity Cyclocross (Mol)
Sylvester Cyclocross (Bredene)
Campionati del mondo, prova Elite
- 2022-2023

Grand Prix Dohnany 2

#### Altri successi
- 2009-2010 (Telenet-Fidea)

Classifica generale Coppa del mondo
Classifica generale Superprestige

### Strada
- 2003 (Juniores)

4ª tappa, 1ª semitappa Course de la Paix Juniors (Decin > Pirna)
5ª tappa Course de la Paix Juniors (Terezin > Terezin)
3ª tappa Tour du Pays de Vaud (Echallens > Losanna)
- 2005 (Fidea, una vittoria)

Stausee-Rundfahrt Under-23
- 2006 (Fidea, due vittorie)

7ª tappa Volta Ciclista Internacional a Lleida (Alcarràs > Lleida)
3ª tappa Tour des Pyrénées (Lannemezan > Tarbes)
- 2010 (Telenet-Fidea, una vittoria)

Prologo Okolo Slovenska (Nitra, cronometro)
- 2012 (Omega Pharma-Quickstep, due vittorie)

4ª tappa Quatre Jours de Dunkerque (Gravelines > Cassel)
3ª tappa Tour de Pologne (Kędzierzyn-Koźle > Cieszyn)
- 2013 (Omega Pharma-Quickstep, quattro vittorie)

3ª tappa Eneco Tour (Oosterhout > Brouwersdam)
7ª tappa Eneco Tour (Tienen > Geraardsbergen)
Classifica generale Eneco Tour
7ª tappa Vuelta a España (Almendralejo > Mairena del Aljarafe)
- 2014 (Omega Pharma-Quickstep, tre vittorie)

Campionati cechi, Prova in linea
2ª tappa Eneco Tour (Waalwijk > Vlijmen)
Binche-Chimay-Binche
- 2015 (Etixx-Quickstep, tre vittorie)

Strade Bianche
6ª tappa Tour de France (Abbeville > Le Havre)
4ª tappa Czech Cycling Tour (Olomouc > Dolany)
- 2016 (Etixx-Quickstep, una vittoria)

2ª tappa Tirreno-Adriatico (Camaiore > Pomarance)
- 2017 (Quick-Step Floors, una vittoria)

Campionati cechi, Prova in linea
- 2019 (Deceuninck-Quick Step, tre vittorie)

5ª tappa Volta ao Algarve (Faro > Alto do Malhão)
Omloop Het Nieuwsblad
E3 BinckBank Classic
- 2020 (Deceuninck-Quick Step, una vittoria)

6ª tappa Vuelta a San Juan (San Juan > Circuito San Juan Villicum)

#### Altri successi
- 2006 (Fidea)

Criterium Plzeň
- 2007 (Fidea)

Criterium Plzeň
- 2011 (Telenet-Fidea)

Skoda Cycling Challenge
- 2013 (Omega Pharma-Quickstep)

1ª tappa Tirreno-Adriatico (San Vincenzo > Donoratico, cronosquadre)
- 2015 (Etixx-Quickstep)

Gala Tour de France
Na-Tourcriterium Heist-op-den-Berg
Dernycriterium Lombardsijde
1ª tappa Czech Cycling Tour (Uničov, cronosquadre)
Classifica a punti Czech Cycling Tour
- 2018 (Quick-Step Floors)

Classifica a punti BinckBank Tour

## Piazzamenti

### Grandi Giri
- Giro d'Italia

2018: 80º
- Tour de France

2015: 103º
2017: 102º
- Vuelta a España

2012: 76º
2013: ritirato (15ª tappa)
2016: 63º
2019: 55º
2020: 101º
2021: 132º

### Classiche monumento
- Milano-Sanremo

2013: 66º
2014: 7º
2015: 56º
2016: 142º
2019: 67º
2020: 19º
2021: 36º
2022: 68º
2023: 52º
- Giro delle Fiandre

2013: 36º
2014: 18º
2015: 9º
2016: 8º
2017: 67º
2018: 10º
2019: 36º
2020: 73º
2022: 54º
2023: 75º
- Parigi-Roubaix

2013: 6º
2014: 5º
2015: 2º
2016: 110º
2017: 2º
2018: 9º
2019: 8º
2021: 26º
2022: 45°
2023: 79º
Liegi-Bastogne-Liegi
2015: 42º
- Giro di Lombardia

2015: ritirato
2016: ritirato

### Competizioni mondiali

#### Ciclocross
- Campionati del mondo[18]

Zolder 2002 - Juniores: 3º
Monopoli 2003 - Juniores: 3º
Pontchâteau 2004 - Under-23: 6º
St. Wendel 2005 - Under-23: vincitore
Zeddam 2006 - Under-23: vincitore
Hooglede 2007 - Under-23: 4º
Treviso 2008 - Elite: 2º
Hoogerheide 2009 - Elite: 2º
Tábor 2010 - Elite: vincitore
St. Wendel 2011 - Elite: vincitore
Koksijde 2012 - Elite: 13º
Hoogerheide 2014 - Elite: vincitore
Ostenda 2021 - Elite: 18º
Tabor 2024 - Elite: 31º
- Coppa del mondo[18]

2004-2005 - Under-23: 3º
2006-2007 - Under-23: 4º
2007-2008 - Elite: 6º
2008-2009 - Elite: 3º
2009-2010 - Elite: vincitore
2010-2011 - Elite: 11º
2011-2012 - Elite: 3º
2012-2013 - Elite: 46º
2013-2014 - Elite: 43º
2018-2019 - Elite: 66º
2019-2020 - Elite: 72º

#### Strada
- Campionati del mondo

Hamilton 2003 - Cronometro Juniores: 21º
Hamilton 2003 - In linea Juniores: 84º
Madrid 2005 - In linea Under-23: 74º
Limburgo 2012 - In linea Elite: 116º
Toscana 2013 - In linea Elite: 26º
Ponferrada 2014 - In linea Elite: 83º
Richmond 2015 - In linea Elite: 43º
Doha 2016 - In linea Elite: 45º
Bergen 2017 - In linea Elite: 14º
Innsbruck 2018 - In linea Elite:  ritirato 
Yorkshire 2019 - In linea Elite: 13º
Fiandre 2021 - In linea Elite: 7º
Wollongong 2022 - In linea Elite: 42º
- Giochi olimpici

Rio de Janeiro 2016 - In linea: ritirato
Tokyo 2020 - In linea: ritirato

#### Gravel
- Campionati del mondo gravel

Veneto 2022 - Elite: 8º

### Competizioni europee
- Campionati europei su strada

Glasgow 2018 - In linea Elite: 24º
Trento 2021 - In linea Elite:  ritirato 
Monaco di Baviera 2022 - In linea Elite: 32º
- Campionati europei di ciclocross

Tabor 2003 - Under-23: 12º
Vossem 2004 - Under-23: 14º
Pontchâteau 2005 - Under-23: 3º
Huijbergen 2006 - Under-23: 2º